# Metanol
El metanol, també conegut com a alcohol metílic, alcohol de cremar o alcohol de fusta, és un compost químic amb la fórmula química CH₃OH. És l'alcohol més simple i és un líquid lleuger, volàtil, incolor, inflamable, verinós amb una olor distintiva. Es fa servir com a anticongelant, dissolvent, combustible, i com a desnaturalitzant per l'alcohol etílic.
El metanol es produeix a la natura a causa del metabolisme de moltes varietats de bacteris anaeròbics. Com a resultat d'aquest, hi ha una petita fracció de vapor de metanol a l'atmosfera. En el transcurs d'alguns dies, el metanol atmosfèric s'oxida en diòxid de carboni i aigua a causa de l'oxigen i amb l'ajuda de la llum solar.
Metanol cremant a l'aire:
2CH₃OH + 3O₂ → 2CO₂ + 4H₂O
La flama del metanol és gairebé incolora. Per això si s'està cremant metanol s'ha d'anar amb compte de no cremar-se amb aquest foc gairebé invisible.
A causa de les seves propietats verinoses, el metanol es fa servir sovint com a additiu desnaturalitzant per l'etanol d'ús industrial; l'addició d'aquest verí fa exempta a la indústria del pagament de les taxes aplicades als licors. El metanol també s'anomena alcohol de fusta perquè en el passat s'obtenia principalment com a subproducte de la destil·lació de la fusta. En l'actualitat es produeix sintèticament en un procés de diversos passos, breument: el gas natural i vapor d'aigua es reformen en un forn per produir hidrogen i monòxid de carboni; llavors aquests dos últims gasos reaccionen en presència d'un catalitzador i sota pressió. El procés de reforma és endotèrmic i la síntesi és exotèrmica.

## Història
Els antics egipcis, en el seu procés d'embalsamament, feien servir una mescla de substàncies que incloïa metanol, que havien obtingut per la piròlisi de fusta. D'altra banda el metanol pur es va aïllar per primer cop en 1661 per Robert Boyle, qui el va anomenar spirit of the box perquè l'havia produït a partir de la destil·lació de Buxus (boxwood en anglès). Més endavant es va conèixer com a esperit piroxílic. L'any 1834 els químics francesos Jean-Baptiste Dumas i Eugène Melchior Péligot van determinar la seva composició elemental. També van establir el terme metilè, formant-lo del grec methy + hŷlē.
El 1923 el químic alemany Matthias Pier, mentre treballava per BASF, va desenvolupar un procés per convertir gas de síntesi (una mescla d'òxids de carboni i hidrogen) en metanol. Aquest procés feia servir cromat de zenc com a catalitzador i requeria pressions extremes de 50–250 atm, i temperatures d'uns 400 °C. La producció moderna de metanol ha estat feta més eficient a partir de l'ús de catalitzadors (de manera comuna el coure) capaços d'operar a pressions inferiors.
El 2006 uns astrònoms a l'Observatori Jodrell Bank, fent servir el conjunt de radiotelescopis MERLIN van trobar un núvol gegant de metanol a l'espai. El núvol mesura gairebé 500.000 milions de kilòmetres i és emès per estels en el moment que es formen.

## Producció
A unes pressions moderades d'1 a 2 MPa (10–20 atm) i altes temperatures (uns 850 °C), el metà extret normalment del gas natural, reacciona amb el vapor d'aigua amb un catalitzador de níquel per produir gas de síntesi, segons aquesta equació química:
CH₄ + H₂O → CO + 3 H₂
aquesta reacció és endotèrmica i la transferència de calor imposa límits en la mida del reactor catalític que es fa servir. El metà també pot sofrir una oxidació parcial amb oxigen molecular per produir gas de síntesi, segons aquesta equació:
CH₄ + 0.5 O₂ → CO + 2 H₂
aquesta reacció és exotèrmica i la calor que desprèn es pot fer servir in-situ per alimentar la reacció reformadora del metà-vapor d'aigua. Quan els dos processos es combinen s'anomena reforma autotermal. La ràtio de CO i H₂ pot ser ajustada fent servir la reacció,
CO + H₂O {\displaystyle \leftrightarrow } CO₂ + H₂,
per proveir l'estequiometria apropiada per la síntesi del metanol.
El monòxid de carboni i l'hidrogen reaccionen en un segon catalitzador per produir metanol. Avui en dia, el que més es fa servir és una mescla de coure, òxid de zenc, i alumini. A 5–10 MPa (50–100 atm) i 250 °C:
CO + 2 H₂ → CH₃OH
Mereix una menció el fet que la producció de gas de síntesi pel metà produeix 3 mols d'hidrogen per cada mol de monòxid de carboni, mentre que la síntesi de metanol consumeix només 2 mols d'hidrogen per cada mol de monòxid de carboni. Una manera d'aprofitar l'excés d'hidrogen és injectar diòxid de carboni dins del reactor de síntesi de metanol, on reaccionarà per formar metanol segons l'equació química:
CO₂ + 3 H₂ → CH₃OH + H₂O
Encara que el gas natural és la matèria primera més usada i més econòmica per la producció de metanol, altres matèries primeres es poden fer servir, per exemple productes lleugers del petroli, o el carbó.

## Usos
El metanol es fa servir de vegades com a combustible per a motors de combustió interna, bàsicament pel fet que no és tan inflamable com la gasolina. Les mescles de metanol són el combustible de les curses open wheel racing com la Champcars, dels models de radiocontrol com els aeroplans de radiocontrol (on el tipus dels motors requereix el metanol), dels drag racers i altres vehicles de competició i d'alguns cotxes i camions.
Durant la Segona Guerra Mundial el metanol es va fer servir com a combustible de diversos dissenys de coets nazis amb el nom de M-Stoff (substància M), i com a mescla a la C-Stoff (substància C).
Un dels problemes del metanol com a combustible és la corrosió que ocasiona a alguns metalls com l'alumini. El metanol, encara que és un àcid dèbil, ataca el recobriment d'òxid que normalment protegeix l'alumini de la corrosió:
6 CH₃OH + Al₂O₃ → 2 Al(OCH₃)₃ + 3 H₂O
Les sals de metòxids resultants són solubles en metanol, resultant en una superfície neta d'alumini, que s'oxida amb qualsevol quantitat d'oxigen dissolta. El metanol també pot actuar com a oxidant:
6 CH₃OH + 2 Al → 2 Al₂(OCH₃)₃ + 3H₂
Així la corrosió pot continuar fins que el metall es desfà.
El metanol produït a partir de fusta o altres materials orgànics (bioalcohol) ha estat proposat com una alternativa renovable als hidrocarburs derivats del petroli. Però s'ha de tenir en compte que no es pot fer servir 100% bioalcohol en els motors actuals de petroli sense modificacions.
El metanol també es va servir com a dissolvent i com a anticongelant en oleoductes.
El camp on més quantitat de metanol es fa servir és en la fabricació d'altres productes químics. Aproximadament el 40% del metanol es converteix en formaldehid, i després en productes tan diversos com plàstics, contraxapats, pintures, i explosius.
En algunes plantes depuradores d'aigua, s'afegeix una petita quantitat de metanol a l'aigua residual per proporcionar una font de carboni per la desnitrificació bacteriana, que converteix els nitrats en nitrogen.
En la dècada dels 90, es varen fer servir grans quantitats de metanol als EUA per produir MTBE un additiu per la gasolina. El Clean Air Act de 1990 va exigir a algunes de les ciutats més grans del país a fer servir MTBE a les seves gasolines per reduir el 'boirum. Però al final de la dècada es va descobrir que l'MTBE s'escapava dels tancs d'emmagatzemament de gasolina i arribava fins a les aigües subterrànies en quantitats suficients per afectar el gust de l'aigua de boca a moltes àrees. A més alguns estudis van trobar que l'MTBE era cancerigen. A causa de la subsegüent reacció adversa, diversos estats van prohibir l'ús de l'MTBE.
Les piles de combustible que fan servir metanol directament es distingeixen per funcionar a baixa temperatura, a pressió atmosfèrica i permeten ser miniaturitzades a mides sense precedents. Això combinat amb un emmagatzemament i maneig relativament senzill podria obrir les portes a aquestes piles a l'electrònica de consum. Existeixen plans per fer servir aquestes piles de combustible en ordinadors portàtils.
Altres compostos químics derivats del metanol són el dimetil èter (DME) que ha substituït els clorofluorocarbonats (CFCs) com a propergols als esprais aerosols, i l'àcid acètic.

## Salut i seguretat
El metanol és intoxicant però no verinós directament. És tòxic pel seu trencament per l'enzim alcohol deshidrogenasa (ADH) al fetge perquè forma àcid fòrmic i formaldehid que causa ceguera per la destrucció del nervi òptic. La ingestió de metanol també pot esdevenir fatal degut a les seves propietats depressores del sistema nerviós central, en la mateixa manera que l'enverinament per etanol. Entra al cos per la ingestió, inhalació o absorció a través de la pell. El teixit fetal tampoc tolera el metanol. Si una persona està regularment exposada als seus vapors o manipula el líquid sense protecció per a la pell les concentracions poden arribar fins a dosis perilloses. Si s'ha ingerit metanol s'ha de contactar amb un doctor immediatament. La dosi fatal normalment és de 100–125 mL. Els efectes tòxics triguen hores a començar, i els antídots efectius sovint poden prevenir el dany permanent. Aquest emmetzinament es tracta fent servir etanol o fomepizole. Qualsevol d'aquestes drogues actuen per alentir l'acció de l'alcohol deshidrogenasa en el metanol per raó d'inhibició competitiva, de tal manera l'etanol s'excreta pel ronyó en comptes de ser transformat en substàncies tòxiques pel fetge. Encara que és miscible amb l'aigua, és molt difícil rentar el metanol de la pell; és millor tractar-lo com la gasolina.2019
Els primers símptomes d'intoxicació per metanol són els de la depressió del sistema nerviós central: mal de cap, mareig, nàusea, manca de coordinació, confusió, somnolència i, amb dosis prou elevades, inconsciència i mort. Els símptomes inicials d'exposició al metanol són normalment menys severs que els símptomes resultants de la ingestió d'una quantitat similar d'alcohol etílic.2019
Un cop els símptomes inicials han passat, es manifesten un segon conjunt de símptomes unes 10–30 hores després de l'exposició inicial al metanol: visió borrosa o pèrdua completa de visió, i acidosi. Aquests símptomes resulten de l'acumulació de nivells tòxics d'àcid fòrmic menys un ió d'hidrogen (HCOO−) al flux sanguini, i pot progressar fins a la mort per fallada respiratòria. Els èsters derivats del metanol no comparteixen aquesta toxicitat.2019
Al contrari que el petroli cremant, els focs de metanol es poden extingir amb aigua (encara que el metanol és més lleuger que l'aigua, són miscibles, i l'addició d'aigua causa que el foc faci servir la seva escalfor per bullir l'aigua).2019
L'Agència Internacional de Recerca sobre el Càncer recomanà que el metanol fóra recomanat com a risc intermedi cancerigen. Un estudi sobre 25.218 treballadors homes coreans exposats al metanol entre 2000 i 2004 no trobà cap associació positiva entre el metanol i el risc de patir càncer.